# 小畑長左衛門
小畑 長左衛門（おばた ちょうざえもん、1893年（明治26年）12月10日 - 1948年（昭和23年）12月18日）は、日本の海軍軍人。最終階級は海軍少将。位階勲等は従四位勲二等。

## 経歴
大阪府出身。1915年（大正4年）12月、海軍兵学校第43期を卒業し、1916年（大正5年）12月に海軍少尉に任官した。佐世保海兵団分隊長心得兼教官などを経て、海軍砲術学校高等科を卒業。「伊勢」分隊長、「比叡」副砲長兼分隊長、「由良」砲術長などを歴任し、1927年（昭和2年）12月に海軍少佐に進級した。その後、「那智」「金剛」各砲術長などを経て、1932年（昭和7年）12月に海軍中佐に進級。
1936年（昭和11年）12月、海軍大佐に進級し、「洲崎」特務艦長、佐世保鎮守府参謀兼長崎要塞参謀などを歴任した。1940年（昭和15年）4月15日に「沖島」艦長に着任し、10月15日に「熊野」艦長を経て、1941年（昭和16年）5月24日に「山城」艦長に就任して太平洋戦争開戦を迎えた。1942年（昭和17年）9月1日に香港方面特別根拠地隊司令官兼第2遣支艦隊参謀長に転じ、11月1日に海軍少将に進級した。1943年（昭和18年）10月19日に横須賀鎮守府附となり、11月1日に横須賀砲術学校長に就任し、終戦時まで在任した。1945年（昭和20年）10月25日に予備役に編入された。

## 年譜
- 1915年（大正4年）12月16日 - 海軍兵学校卒業、吾妻乗組[2]
- 1916年（大正5年）
  - 8月22日 - 安芸乗組[2]
  - 12月1日 - 海軍少尉[2]
- 1917年（大正6年）9月10日 - 磐手乗組[2]
- 1918年（大正7年）
  - 7月24日 - 榛名乗組[2]
  - 12月1日 - 海軍中尉、海軍砲術学校普通科学生[2]
- 1919年（大正8年）
  - 5月23日 - 海軍水雷学校普通科学生[2]
  - 12月1日 - 桂乗組[2]
- 1920年（大正9年）12月1日 - 佐世保海兵団分隊長心得兼教官[2]
- 1921年（大正10年）12月1日 - 海軍大尉、海軍砲術学校高等科学生[3]
- 1922年（大正11年）12月1日 - 伊勢分隊長[3]
- 1923年（大正12年）12月1日 - 海軍砲術学校教官兼分隊長[3]
- 1924年（大正13年）12月25日 - 兼海軍水雷学校教官[3]
- 1926年（大正15年）12月1日 - 比叡副砲長兼分隊長[3]
- 1927年（昭和2年）
  - 10月25日 - 由良砲術長[3]
  - 12月1日 - 海軍少佐[3]
- 1929年（昭和4年）11月15日 - 海軍砲術学校教官[3]
- 1931年（昭和6年）11月14日 - 那智砲術長[3]
- 1932年（昭和7年）
  - 11月15日 - 金剛砲術長[3]
  - 12月1日 - 海軍中佐[3]
- 1933年（昭和8年）11月15日 - 海軍砲術学校教官[3]
- 1935年（昭和10年）11月15日 - 兼海軍水雷学校教官[3]
- 1936年（昭和11年）
  - 11月16日 - 第2艦隊司令官附[3]
  - 12月1日 - 海軍大佐[3]
- 1937年（昭和12年）
  - 8月18日 - 兼第10戦隊司令部附[3]
  - 9月3日免兼[3]
  - 9月25日 - 洲崎特務艦長[3]
- 1938年（昭和13年）8月20日 - 佐世保鎮守府参謀兼長崎要塞参謀[3]
- 1939年（昭和14年）12月20日 - 横須賀鎮守府附[3]
- 1940年（昭和15年）
  - 4月15日 - 沖島艦長[3]
  - 10月15日 - 熊野艦長[3]
- 1941年（昭和16年）
  - 5月24日 - 山城艦長[3]
  - 8月8日 - 兼剣崎艦長[3]
  - 10月1日 - 免兼[3]
- 1942年（昭和17年）
  - 9月1日 - 香港方面特別根拠地隊司令官兼第2遣支艦隊参謀長[3]
  - 11月1日 - 海軍少将[3]
- 1943年（昭和18年）
  - 10月19日 - 横須賀鎮守府附[3]
  - 11月1日 - 横須賀砲術学校長[3]
- 1945年（昭和20年）10月25日 - 予備役[3]